# Viktor Patsajev
Viktor Ivanovich Patsajev (ryska: Виктор Иванович Пацаев) född 19 juni 1933 i Aktyubinsk, Kazakstan, Kirgiziska SSR, Sovjetunionen, död 30 juni 1971 i yttre rymden, var en rysk kosmonaut. 
Patsajev tog 1955 examen vid Penza industriinstitut'och var sedan ingenjör vid Korolyov konstruktionsbyrå och delaktig i utvecklingen av rymdstationen Saljut. Han uttogs till kosmonaut den 27 maj 1968 för att senare delta som sovjetisk kosmonaut i Sojuz 11-uppdraget där han omkom under en rymdflygning.
Ombord på rymdstationen Saljut 1 ansvarade han för Orion 1 Space Observatory och blev den förste operatören av ett teleskop utanför jordens atmosfär.
Efter en normal återinflygning av Sojuz 11 till jorden öppnades rymdkapseln och besättningen hittades död. Det upptäcktes att en ventil hade öppnats strax innan de lämnade omloppsbanan, vilket medför att kapselns atmosfär läckt ut i rymden så att besättningen kvävdes. Patsajevs ena hand visade sig vara skadad, och han kan ha försökt stänga ventilen manuellt innan han förlorade medvetandet. Hans tid i rymden blev 23 dygn, 18 timmar och 21 minuter.

## Eftermäle
Patsajevs aska finns placerad i Kremlväggen vid Röda torget i Moskva. Han blev postumt tilldelad titeln Sovjetunionens hjälte, Leninorden och titeln Pilot-Kosmonaut i Sovjetunionen. Månkratern Patsajev och asteroiden 1791 Patsayev är namngivna för honom.